# Vai-Vai
O Grêmio Recreativo Cultural e Social Escola de Samba Vai-Vai é uma escola de samba da cidade de São Paulo, fundada por um grupo de notáveis sambistas no bairro do Bixiga, pertencente ao distrito do Bela Vista. Intitula-se a "Escola do Povo". É uma das maiores agremiações do Carnaval Brasileiro e a maior campeã do Carnaval de São Paulo com 15 títulos (1978, 1981, 1982, 1986, 1987, 1988, 1993, 1996, 1998, 1999, 2000, 2001, 2008, 2011 e 2015), além de 10 vice-campeonatos (1972, 1974, 1976, 1977, 1983, 1985, 1992, 1997, 2006 e 2009).

## História
No início do século XX, havia no bairro do Bixiga, na Rua Marques Leão, um time de futebol chamado Cai-Cai, que utilizava as cores branco e preto, da qual fazia parte um grupo de choro e jogava no campo do Lusitana, próximo ao cruzamento das ruas Rocha e Una, na região do Rio Saracura.
Por volta de 1928, um  grupo de amigos, liderados por Livinho e Benedito Sardinha, dentre eles estavam, Henrique Felipe da Costa (Henricão), Frederico Penteado (Fredericão), Lourival de Almeida (Seo Loro), que ajudava a animar os jogos e festas realizadas pelo Cai-Cai, porém eram sempre vistos como penetras e arruaceiros, sendo apelidados de modo jocoso como "a turma do Vae-Vae". Expulsos do Cai-Cai, estes criaram o "Bloco dos Esfarrapados", e paralelamente, o Cordão Carnavalesco e Esportivo Vae-Vae, que foi oficializado em 1930.
O Vae-Vae adotou as cores preto e branco, as cores do Cai-Cai invertidas, como forma de ironizar o cordão do qual se separaram. Seu primeiro estandarte foi feito de cetim preto ornado com franjas brancas, tendo como símbolo no centro o desenho de uma Coroa com dois ramos de café e abaixo dos ramos, o nome do cordão, seguido da data de fundação.
Seu primeiro compositor foi Henrique Filipe da Costa, o Henricão, que compôs o samba de 1928: "Quem vive aborrecido distrai no Bloco Carnavalesco Vai Vai". Também de sua autoria foi o samba de 1929, que dizia "O Vai Vai na rua faz tremer a Terra / Quem está ouvindo e não vê / Chega a pensar que é guerra". Nos anos 1980, Henricão viria a ser o primeiro Rei Momo negro do carnaval paulistano.
Fredericão foi o mentor do brasão do Vae-Vae, constituído de uma coroa embasada por dois ramos de café. O primeiro desfile oficial do cordão Vai Vai ocorreu em fevereiro de 1930. Seu tema era São Paulo e o samba foi novamente composto por Henricão: “Salve São Paulo, tens o céu cor de anil/ Possui a riqueza e a grandeza, és o coração do Brasil". As fantasias eram livres, e nelas predominavam o preto e o branco. As primeiras canções executadas pela agremiação em seus desfiles foram compostas pelo trio formado por Tino, Guariba e Henricão.
No segundo desfile, em 1931, foi cantado um samba exaltando o próprio cordão. O ano de 1932, devido à Revolução Constitucionalista, foi o único em que o Cordão não desfilou. Em 1933, o Vai-Vai retornou com um tema em homenagem à Marinha Brasileira, com todos os passistas vestidos de marinheiros.
Em 1934, o então GC Vae-Vae venceu a segunda edição do concurso realizado pela Frente Negra Brasileira, ao desfilar, com mais de 100 componentes, na terça-feira de Carnaval.
O Vai-Vai passou a competir nos desfiles oficiais em 1935, competindo contra outras 34 agremiações, sendo 15 cordões, todas num certame único. De 1935 até 1965 o Vai-Vai não possui um samba-enredo, mas sambas-exaltações, que eram cantados durante o desfile e sempre compostos por Tino e Gurariba. A partir de 1951, depois de ser batuqueiro e apitador (quando fez do toque de caixa na bateria da Vai-Vai semelhante ao da Mangueira), Sebastião Eduardo do Amaral, o famoso Pé Rachado, se torna o primeiro presidente oficial do cordão, cargo que exerceu oficialmente até 1973. No meio dos anos 60 uma briga entre Pé Rachado e Romulo, filho da Dona Iracema, causou uma dissidência na Bela Vista: o cordão Fio de Ouro. Além do Fio de Ouro, surgiu o São Geraldo, da família Penteado, e o Geraldino. A única haste que sobrevive ainda é a Barroca Zona Sul.
Djalma Branco, junto com Carioca, elaboraram grandes enredos na década de 1960, como "O segundo casamento de Dom Pedro I", em 1966. Por falta de verbas, em 1967, o cordão repetiu o enredo e levou o título, o que gerou grande confusão entre os concorrentes.  Em 1968 o enredo foi: "A vinda da família real", onde o Vai-Vai teve como figurinista a mais alta patente em alta costura da época, o estilista Denner. Sua vinda revolucionou o mundo do samba paulistano. Ainda como enredos, o Vai-Vai teve, em 1969, "Aleijadinho", em 1970, "Princesa Leopoldina" - último título da entidade como cordão carnavalesco - e, em 1971, "Independência ou Morte", sendo Zé Di o compositor do último samba do tempo de cordão, que depois se consagrou no Acadêmicos do Salgueiro.
No início da década de 1970, a categoria dos cordões carnavalescos já estava decadente, e todos passaram a se transformar em escolas de samba. Em 1972, o Vai-Vai tornou-se oficialmente uma escola de samba, com a nomenclatura Grêmio Recreativo Cultural e Escola de Samba Vai-Vai, estreando no Grupo Especial. Depois da saída de Pé Rachado, Chiclé assumiu a presidência. O primeiro título como escola de samba chegou em 1978, seis anos depois da mudança. Outros títulos foram conquistados em 1981, 1982, 1986, 1987 e 1988.
No final dos anos 1990 e início dos anos 2000, a escola viveu a sua melhor fase, quando, após a conquista do título de 1996, foi tetracampeã consecutiva entre 1998 e 2001, ainda que os três últimos títulos tenham sido divididos com outras escolas.
Às vésperas do desfile de 1999, a Confederação Israelita do Brasil, a Federação Israelita do Estado de São Paulo e a B'nai B'rith do Brasil protestaram contra uma das alas do Vai-Vai, cujas fantasias apresentavam adereços com o desenho da suástica, com a intenção de representar a suposta previsão feita por Nostradamus, o personagem-título do enredo aquele ano, a respeito da ascensão do Nazismo, no que as entidades judaicas reconheceram uma possível apologia ao partido de Adolf Hitler. Sólon Tadeu, presidente da escola na época, pediu desculpas aos representantes das três entidades, argumentando que a escola desejara apenas representar a previsão de Nostradamus e não tivera a intenção de provocar ofensas. Ainda assim, Tadeu determinou que o Vai-Vai desfilasse com o polêmico adereço coberto por tarjas pretas, de modo a evitar interpretações negativas.
No ano seguinte, comemorando seu aniversário de 70 anos em um carnaval onde todas as escolas apresentaram temas ligados aos 500 anos do Descobrimento do Brasil, o Vai-Vai apresentou o enredo "Vai-Vai Brasil", tratando do período de 1985 a 2000. Nesse ano, obteve seu 11º título com o carnavalesco Flávio Tavares.
Em 2001 a escola foi tetracampeã com o enredo "O Caminho da Luz, a Paz Universal"
Em 2002 a escola foi a quinta a desfilar na segunda noite de desfiles com o enredo "Guardado a Sete Chaves", que mostrava lendas e superstições sobre o número 7. No ano seguinte, em 2003, foi a sexta escola a desfilar na sexta-feira com o enredo "Entre Marchas, Galopes e Cavalgadas". Nas duas ocasiões, a escola terminou em 5º lugar.
Em 2004, ano de Carnaval temático sobre o aniversário de 450 anos da cidade de São Paulo, a agremiação homenageou o bairro do Bixiga e, após alguns problemas na evolução do desfile, obteve o terceiro pior resultado de sua história: o 11º lugar.
No ano seguinte, em 2005, como a terceira escola a desfilar na sexta-feira, com o enredo "Eu também sou Imortal", a escola veio "mordida", mas terminou em quinto lugar. Naquele ano, a bateria protestou contra algumas das notas e decidiu que não estaria presente no desfile das campeãs. Depois disso, o presidente decidiu que a escola não participaria do desfile.
Em 2006, chegou mais perto do título com o enredo "São Vicente, aqui começou o Brasil", mas perdeu, por meio ponto, para a Império de Casa Verde.
Em 2007, já sob o comando de Tobias e com Vaguinho como intérprete, o Vai-Vai terminou na terceira colocação. O novo presidente, logo após o desfile, não polemizou sobre o resultado, reconhecendo a vitória da Mocidade Alegre, embora dissesse que gostaria de ver as justificativas de algumas das notas do quesito enredo.
Após o Carnaval, a escola foi impedida de continuar realizando seus ensaios nas ruas do Bixiga, como fizera até então por não possuir uma sede suficientemente grande para abrigá-los. Isso aconteceu porque um grupo de moradores, que durante anos protestara contra os transtornos trazidos pelos ensaios, conseguiu que a prefeitura proibisse a agremiação de ensaiar na rua. A permissão seria conseguia novamente alguns anos depois.
Em 2008, após sete anos sem vencer, o Vai-Vai desfilou com o enredo "Acorda Brasil, a saída é ter esperança", sobre  a educação através da música no Brasil, e conquistou seu 13º título.
Em 2009, a escola apostou em um desfile mais técnico do que empolgante[carece de fontes?], com o enredo "Mens sana et corpore sano - O milênio da superação", no qual abordava a história da saúde. A comissão de frente "Em busca do homem vitruviano", representou um duelo entre o bem e o mal; o Carro Abre-alas, "Peste Negra", representava a varíola; a Ala das Baianas simbolizava a "Globalização Microbiana"; e a Bateria, vinda de "Peste Negra" e de "Homem Lobo do Homem", representou as condições insalubres do Século XIV. A escola terminou em 2º lugar, com meio ponto a menos que a campeã Mocidade Alegre.
Em 2010, já sem Chico Spinosa, mas dotada de uma Comissão de Carnaval, o Vai-Vai apresentou um enredo que abordava os 80 anos da Copa do Mundo FIFA, fazendo um paralelo com os oitenta anos da própria escola. Devido às notas obtidas nos quesitos Evolução e Comissão de Frente, a escola terminou em 3º lugar, com três quartos de ponto a menos que a campeã Rosas de Ouro.
No dia 20 de Abril de 2010 o presidente do Vai-Vai, Thobias da Vai-Vai, cedeu o cargo de presidente para Darli Silva, o Neguitão, e foi nomeado presidente de honra da agremiação.
Em 2011, o Vai-Vai apostou em um desfile considerado emocionante, tendo como tema "A Música Venceu", enredo que levou para o sambódromo a vida e a obra do maestro e pianista e maestro João Carlos Martins. A comissão de frente, "Delírio de Dalí", apresentou uma síntese de sua biografia, onde os 16 componentes estavam vestidos de personagens da música, da política e do futebol, como mulheres e como representantes de outros momentos de sua vida. O abre-alas simbolizava o "Cortejo Divinal - Os Deuses da Inspiração", o primeiro Casal representou Orfeu e Eurídice, as baianas representavam "Pitonísia - A Previsão do Futuro", e a bateria desfilou com a fantasia "Nossa Orquestra de Samba". A escola terminou como a campeã do carnaval de São Paulo, sendo este seu 14° título.
Para 2012 apresentou um enredo em exaltação às mulheres de modo geral.  Homenageou mulheres como [Elis Regina]], a Imperatriz Leopoldina, Anita Garibaldi e Clarice Lispector, além da mítica Eva. A comissão de Frente, Cor de Rosa Choque, que fazia alusão à música homônima de Rita Lee, veio com Adriana Lessa na frente e mostrava várias personalidades femininas: Mães, Empregadas, Super-Heroínas, Escravas, entre outras. Com os carros bem acabados e fantasias superiores as do ano anterior, a escola entusiasmou o público do Anhembi, mas teve diversos problemas, ficando uma ala inteira sem o adereço de cabeça. O carnavalesco Alexandre Louzada, que no mesmo ano também assinou o enredo da Mocidade Independente de Padre Miguel, declarou que a escola teve falhas e que muito do que ele criou para o enredo não foi para a pista. O Vai-Vai terminou em 3° lugar.
Em 2013, a escola contratou Cahê Rodrigues e trouxe como enredo "Sangue da terra, videira da vida: Um brinde de amor em plena avenida - vinhos do Brasil" sobre o vinho, com patrocínio de produtores de vinho do Brasil. A escola acabou em 7° lugar.
Em 2014 foi anunciada a volta do carnavalesco Chico Spinoza e do intérprete Thobias da Vai-Vai, que inicialmente faria dupla com Bruno Ribas, que, demitido, foi eventualmente substituído pelo jovem Márcio Alexandre. O enredo abordou o cinquentenário da cidade de Paulínia. Embora a escola tenha sido elogiada por conseguir desenvolver a história da cidade do interior paulista na avenida, o Vai-Vai recebeu notas muito menores do que o esperado. Acabou com um nono Lugar, sua pior colocação desde o carnaval de 2004. Logo depois do fraco desfile, foram convocadas novas eleições para diretoria da escola. Neguitão foi reeleito presidente em um chapa conjunta, que tinha Thobias da Vai-Vai como vice-presidente, Caio de Souza Santos como diretor financeiro e Fátima Acre como diretora secretária. A agremiação também contratou Alexandre Louzada como carnavalesco para o Carnaval 2015.
Em 2015, o Vai-Vai fez uma homenagem a uma das grandes cantoras da MPB, Elis Regina. Penúltima escola do segundo dia de desfiles do Grupo Especial, a escola realizou um desfile de harmonia e evolução perfeitas e gerou fortes reações nas arquibancadas, com um samba-enredo contendo partes das músicas da Pimentinha, e terminando o percurso aos gritos de "É campeã!". Efetivamente, a escola conquistou naquele ano seu 15° título.
Em 2016, o Vai-Vai desfilou com um enredo sobre a França, desenvolvido pelos carnavalescos Renato e Márcia Lage, que também assinaram o carnaval da Acadêmicos do Salgueiro, do Rio de Janeiro. Embora houvesse muita expectativa sobre o desfile, a escola, ao contrário do ano anterior, teve problemas nos quesitos Samba-Enredo, Evolução e Bateria, ficando em quarto Lugar na classificação geral.
Em 2017, a escola trouxe o enredo "No Xirê do Anhembi, a Oxum mais bonita surgiu... Menininha, mãe da Bahia - Ialorixá do Brasil" assinado pelos carnavalescos Alexandre Louzada, André Marins e Júnior Schall, que contava a história de Mãe Menininha do Gantois e sua relação com orixás das religiões africanas. A agremiação fez um desfile grandioso, mas foi marcado por atraso que fez com que a escola acelerasse para terminar seu desfile dentro do tempo regulamentado. Perdeu pontos essenciais nos quesitos Fantasia e Alegorias e Adereços e recebeu o terceiro lugar.
Em 2018, a escola homenageou o cantor e compositor Gilberto Gil. Através do enredo "Sambar com Fé eu vou", contou a história de vida e de carreira do artista, além de relembrar as composições de Gilberto Gil. Reforçou o carro de som contratando o experiente Wantuir e a cantora Grazzi Brasil, revelação do carnaval paulistano em 2017. Em setembro, Wantuir rompeu o contrato com o Vai-Vai, deixando Grazzi como intérprete oficial, acompanhada do cantor Belo e de Gilsinho. A escola envolveu o público do Anhembi com samba-enredo poderoso, fez um desfile luxuoso, assinado novamente por Alexandre Louzada, com a colaboração de Chico Spinoza, Júnior Schall, Delmo de Moraes e Fernando Barata, mas perdeu pontos nos quesitos evolução, fantasia, comissão de frente e alegorias e adereços. Terminou, assim, na décima posição.
Em 2019, a agremiação do Bixiga levou para o Sambódromo o enredo: "Vai-Vai: o quilombo do futuro", discorrendo sobre o sofrimento, a resistência e o empoderamento dos negros com uma perspectiva utópica de re-cobrança do domínio tecnológico durante a história. O enredo foi assinado pelos carnavalescos Roberto Monteiros e Hernani Siqueira. A escola foi a quarta a desfilar no sábado de Carnaval. O Vai-Vai terminou na décima quarta posição, e foi automaticamente rebaixada ao Grupo de Acesso pela primeira vez em 89 anos de história. Tal colocação levou o afastamento do presidente então em exercício Darly Silva (Neguitão)
e a criação e convocação de um Conselho Gestor , liderado por Pedro Henrique da Silva o Pedrinho da Vai-Vai, membro da Ala de Compositores / Diretor de Marketing no período e Clarício Gonçálves.
Pedrinho se desligou do cargo no mesmo ano, alegando em nota oficial dificuldades na condução dos trabalhos relacionados a questões de divergências políticas. 
No ano de 2020, após um pré-carnaval conturbado por conta de brigas internas e o estarrecedor resultado do carnaval 2019, a escola entrou na avenida, encerrado os desfiles do grupo de acesso 1, e sagrou-se campeã, conquistando seu primeiro título na segunda divisão do carnaval de São Paulo e o direito de retornar ao grupo especial em 2021. A escola levou para a avenida o enredo "Vai-Vai: de corpo e Álamo", sobre os 90 anos de sua fundação (bodas de Álamo). O enredo foi desenvolvido pelo carnavalesco Chico Spinoza, com quem a escola já havia conquistado os títulos de 1998, 1999 e 2008, além do vice-campeonato em 1997 e 2009, o terceiro lugar em 2007 e a nona posição em 2014, quando homenageou os cinquenta anos da cidade de Paulínia.
Após a pandemia de Covid-19 adiar os desfiles de 2021, o Vai-Vai levou para o Anhembi em 2022 um enredo em homenagem ao Sankofá, um dos Adinkras mais conhecidos, sendo representado por um pássaro que apresenta os pés firmes no chão e a cabeça virada para trás, segurando um ovo com o bico. O ovo simboliza o passado, demonstrando que o pássaro voa para frente, para o futuro, sem esquecer o passado. Ele surgiu com o provérbio ganês “Se wo were fi na wosankofa a yenkyi” que significa “não é tabu voltar para trás e recuperar o que você esqueceu (perdeu)”.  Através de um genuíno movimento de Sankofa – como a capacidade de olhar para o passado para construir o futuro, o movimento negro brasileiro passou a pleitear políticas de ações afirmativas para a população negra, como estratégia para interromper um processo histórico de marginalização racial e garantir um futuro com dignidade para população negra, que passa necessariamente pelo pleno acesso aos espaços de prestigio da sociedade.
Depois um pré carnaval marcado por dificuldades para encontrar um espaço que servisse como barracão, para a confecção de alegorias e fantasias,  a perda de sua histórica quadra da rua São Vicente, por conta das obras de construção da linha 6 laranja do metrô, a escola adentrou à passarela do samba, abrindo a segunda noite de desfiles do grupo especial.Mesmo levando para a avenida um dos melhores enredos do carnaval de 2022, junto a um dos sambas mais elogiados da temporada, a escola não conseguiu repetir o sucesso do carnaval anterior, e amargou um 14° lugar, com 269.1 pontos, retornando assim ao Grupo de Acesso 1 para o carnaval de 2023.
Visando o carnaval de 2023, o segundo no Grupo de Acesso 1, a escola anuncia a saída de Pingo e Paulinha do posto de primeiro casal de mestre-sala e porta-bandeira, que ambos ocupavam havia 16 anos, e contratam Renatinho e Fabíola, que defenderam à agremiação por oito carnavais entre o fim dos anos 90 e início dos anos 2000. Posteriormente é anunciada a reedição de "Eu Também Sou Imortal", enredo que o Vai-Vai apresentou originalmente em 2005.
O desfile foi tido pela maioria com um dos maiores da história do acesso e a escola do Bixiga apresentou uma plástica impecável, aliada a uma harmonia tecnicamente perfeita. O que se viu no Anhembi foi um dos maiores sacodes da história do sambódromo.
Na apuração, o Vai-Vai levou apenas uma nota diferente de 10; um 9.9 no quesito Bateria, que foi descartado. Atingiu a pontuação máxima de 270 pontos, sagrou-se campeã do Acesso 1 em 2023 e voltará ao Grupo Especial de São Paulo em 2024. Em 27 de fevereiro, anuncia-se a oficialização de Sidnei França como carnavalesco da escola. O artista, que, indiretamente havia feito parte da comissão que realizou o desfile histórico de 2023, já foi campeão da elite paulistana outras quatro vezes com a co-irmãs Mocidade Alegre e Águia de Ouro.
O desfile da Vai-Vai no Carnaval de 2024 foi marcado por uma homenagem aos 40 anos da cultura Hip Hop no Brasil. O enredo, intitulado “Capítulo 4, Versículo 3 – Da Rua e do Povo, o Hip Hop: Um Manifesto Paulistano”, celebrou a influência do movimento hip-hop e utilizou a linguagem popular dos MCs e DJs por meio do rap. O carnavalesco Sidnei França assinou o tema.[¹³]

## Segmentos

### Presidentes
| Nome                                     | Mandato      | Ref.          |
| ---------------------------------------- | ------------ | ------------- |
| Seu Livinho                              | 1930 - 1951  |               |
| Pé Rachado                               | 1951 - 1972  |               |
| Seu Chiclé                               | 1972 - 1992  |               |
| Paulo Fernandes de Mello "Seu Mello"     | 1992 - 1996  |               |
| Sólon Tadeu Pereira                      | 1996 - 2007  |               |
| Thobias da Vai-Vai                       | 2007 - 2010  | [ 12 ]        |
| Darly Silva "Neguitão"                   | 2010 - 2019  | [ 12 ] [ 18 ] |
| Dra. Anna Maria Murari Gilbert Finestres | 2019 - 2021  |               |
| Clarício Gonçalves                       | 2021 - atual |               |

### Presidente de Honra
| Nome               | Mandato     |
| ------------------ | ----------- |
| Thobias da Vai-Vai | 2010- atual |

### Intérpretes
| Carnavais   | Intérprete oficial                           | Ref.          |
| ----------- | -------------------------------------------- | ------------- |
| 1976 -1977  | Sol e Odair                                  |               |
| 1978        | Carlão                                       |               |
| 1979 -1980  | Almir Guineto                                |               |
| 1981        | Denilson                                     |               |
| 1982        | Aldo Bueno                                   |               |
| 1983 -1984  | Chuveiro                                     |               |
| 1985        | Sol                                          |               |
| 1986 -1993  | Thobias da Vai-Vai                           |               |
| 1994        | Agnaldo Amaral                               |               |
| 1995 -1998  | Thobias da Vai-Vai                           |               |
| 1999        | Thobias da Vai-Vai, Wantuir e Agnaldo Amaral | [ 19 ] [ 20 ] |
| 2000        | Thobias da Vai-Vai e Agnaldo Amaral          | [ 19 ]        |
| 2001        | Gilsinho                                     | [ 21 ]        |
| 2002        | Benson e Gilsinho                            |               |
| 2003        | René Sobral                                  | [ 22 ]        |
| 2004 - 2006 | Agnaldo Amaral                               | [ 19 ]        |
| 2007        | Vaguinho                                     | [ 23 ]        |
| 2008 - 2009 | Carlos Júnior                                | [ 24 ]        |
| 2010        | Gilsinho                                     | [ 21 ]        |
| 2011 - 2013 | Wander Pires                                 | [ 25 ]        |
| 2014        | Márcio Alexandre                             | [ 26 ]        |
| 2015        | Márcio Alexandre e Gilsinho                  | [ 21 ]        |
| 2016 - 2017 | Wander Pires                                 | [ 25 ]        |
| 2018        | Grazzi Brasil e Gilsinho                     | [ 21 ] [ 27 ] |
| 2019        | Grazzi Brasil                                | [ 27 ]        |
| 2020        | Luiz Felipe e Washington                     |               |
| 2022-atual  | Luiz Felipe                                  |               |

### Coreógrafos
| Período   | Nome                              | Ref.   |
| --------- | --------------------------------- | ------ |
| 2013      | Jarbas Homem de Mello             | [ 28 ] |
| 2014-2015 | Jhean Allex                       | [ 29 ] |
| 2016      | Steven Harper e Adriana Salomão   | [ 30 ] |
| 2017      | Roberta Melo                      |        |
| 2018      | Thiago Chodrawí                   |        |
| 2019      | Chris Brasil                      |        |
| 2020-2022 | Irineu Nogueira                   |        |
| 2023-2024 | Robson Bernardino                 |        |
| 2025      | Sérgio Cardoso                    |        |
| 2026      | Priscila Paciência e Diogo Santos |        |

### Diretores
| Ano       | Diretor de Carnaval                | Diretor geral de harmonia                                           | Mestre de bateria | Ref    |
| --------- | ---------------------------------- | ------------------------------------------------------------------- | ----------------- | ------ |
| 2014      | Lourival Almeida e Janaina Decarli | Fernando Penteado                                                   | Tadeu             | [ 29 ] |
| 2015-2016 | Janaína Decarli                    | Fernando Penteado e Wagner Amancio                                  | Tadeu e Beto      | [ 31 ] |
| 2017      | Janaína Decarli                    | Edison "Buiu", Fernando Penteado, Caique, Lourival e Wagner Amâncio | Tadeu e Beto      |        |
| 2018      | Janaína Decarli                    | Fernando Penteado/Lourival/Vela/Buiu e Caique                       | Tadeu e Beto      |        |
| 2019      | Lourival e Marcelo Casa Nossa      | Edison Buiu                                                         | Tadeu e Beto      |        |
| 2020      | Comissão de Carnaval               | Edison Buiu                                                         | Tadeu e Beto      |        |
| 2022      | Gabriel Mello                      | Edison Buiu                                                         | Tadeu e Beto      |        |
| 2023      | Comissão de Carnaval               | Edison Buiu                                                         | Tadeu e Beto      |        |
| 2024      | Comissão de Carnaval               | Luiz Robles e Paulo Mello                                           | Tadeu e Beto      |        |

### Casal de Mestre-sala e Porta-bandeira
| Período     | Nome                           | Ref.   |
| ----------- | ------------------------------ | ------ |
| 1972        | Ivonete e Ivo                  |        |
| 1980        | Urco e Ana Amélia              |        |
| 1988 - 1989 | Sergio Neris e Cleusa Rossi    |        |
| 1990        | Urco e Cleusa                  |        |
| 1991 - 1993 | Élcio e Eneidir                |        |
| 1994 - 1997 | Paulinho e Eneidir             |        |
| 1998 - 2005 | Renatinho e Fabíola            | [ 29 ] |
| 2006 - 2022 | Pingo e Paulinha Penteado      |        |
| 2023 - 2025 | Renatinho e Fabíola            |        |
| 2026        | Pedro Trindade e Mirelly Nunes |        |

### História da Bateria
Não demorou muito para o Cordão Vai Vai passar a ser respeitado por todos, sua bateria tinha uma batida inconfundível, com seus surdos que eram tocados com duas baquetas e zabumbas. À sua frente vinha seu Livinho que, primeiro apitador, mestre da bateria e do cordão até a metade dos anos 1940. Entre os nomes de destaque desta bateria está Sebastião Eduardo do Amaral, mais conhecido como Pé Rachado, que depois da saída de Seu Livinho, tornou-se presidente do cordão. Pé Rachado comandou a bateria do Vai-Vai por três anos, antes de passar o comando para Wálter Gomes de Oliveira, o Pato n'Água, e por duas décadas e meia presidiu a entidade.
Com vistas a atender modificações que surgiam no cenário do samba paulistano, no início da década de 1970, o presidente do Cordão Vai Vai, Pé Rachado, busca reforços, trazendo do Fio de Ouro, o apitador Feijoada, que antes de ir comandar a bateria do Fio de Ouro, saía no Vai-Vai como batuqueiro sendo um dos discípulos de Pato n'Água. Com ele também vieram grandes batuqueiros para reforçar a bateria do Vai-Vai, dentre eles o Antonio Carlos Tadeu de Souza(Tadeu Neguinho), que mais tarde viria se tornar um dos grandes mestres de bateria do carnaval paulistano.
Após Pé Rachado passar o comando para Pato n'Água, este por sua vez comandou a bateria até a metade dos anos 1950 e que até os dias de hoje é considerado como o apitador dos apitadores. Depois tivemos outros grandes nomes no apito, como Flavinho, Wanderlei, Louzazinho, Bolinha (ganhador do apito de ouro no Ibirapuera em 1968) e Feijoada, que foi o último apitador da era cordão.
Dentre os grandes batuqueiros desta época podemos destacar seu José Jambo Filho, mais conhecido como Seu Chiclé, que levou para a bateria o repenique na metade dos anos 1960; Tinho, que no Ibirapuera, ganhou como melhor batuqueiro solando no repenique a música Pata-Pata, de Miriam Makeba, em 1970.
A escola teve também outros grandes batuqueiros como Silas, Agadir, Polenta, Muru, Jacaré, Fala-Grosso, Didi, Tempestade, Evércio, Caveira, Baby Clóvis, Grim, Seu Amaro, Zé Pires, Jotai, Sabino, Bira, Netinho, Esquerdinha, Os Bombeiros, Balbino, Chinês, Ademir Parafuso, Caloi, Mamelão, Zé Carlos, Robertinho, Vadinho, Atilão, Testinha, Pelego, Zé da Ilha, Vilela, Mário Porpeta, Tomás, Dois e Quinhentos, Cinco Merréis, Dez Merréis, Borrão, Os Irmãos Corvos, Muru, São-Paulino, Tacun, Pneu, Paulo Porqueira, Bentinho, Flanela, Gurdura, Pesão, Iza, João Mãozinha, Nelsinho Branca de Neve, Zé Carlinhos, Pastel, Pastelzinho, Zé Pires, entre outros, valendo destaque para Roberto de Almeida, conhecido por Geribá; Russinho, que se especializou em tocar pratos à frente da bateria e foi sucesso até a metade dos anos 1980.
Mestre Tadeu
No comando da bateria desde o carnaval de 1973 está Antônio Carlos Tadeu, mais conhecido como mestre Tadeu, considerado patrimônio vivo do Vai-Vai e do carnaval paulistano. Mestre Tadeu chegou ao Vai-Vai no final da década de 1960, vindo da escola de samba Lavapés, uma das mais antigas do carnaval de São Paulo, e pouco tempo depois assumiria o posto de mestre de bateria, onde permanece desde então. Mestre Tadeu tem ao todo 16 títulos de campeão do carnaval, o primeiro como ritmista quando em 1970 o Vai-Vai se consagraria campeão do grupo dos cordões, e os outros 15 como mestre de bateria da escola no grupo de elite do carnaval paulistano. Participou de todos os títulos da história do Vai-Vai depois que está se tornou escola de samba em 1972, uma marca invejável que faz dele o maior colecionador de títulos do carnaval. Há 44 anos como mestre de bateria da escola, Tadeu também detém o recorde de mestre a mais tempo comandando uma mesma bateria na história do carnaval tanto de São Paulo quanto do Rio de Janeiro. Das suas mãos e dessa bateria saíram vários diretores de bateria de São Paulo como Magui, Tornado, Negativo, Thiago Praxedes, Beto Repinique entre outros. Ele apelidou a bateria de "Pegada de Macaco", se baseando no filme King Kong.

### Corte de Bateria
| Período   | Rainha            | Madrinha             | Princesa       | Ref.          |
| --------- | ----------------- | -------------------- | -------------- | ------------- |
| 2005      | Elizabeth Santos  | Luciana Gimenez      |                | [ 35 ] [ 36 ] |
| 2006      | Elizabeth Santos  |                      |                | [ 35 ] [ 36 ] |
| 2007      | Daniela Rodrigues | Scheila Carvalho     |                | [ 37 ] [ 38 ] |
| 2008      | Ivi Mesquita      | Amanda Françozo      |                |               |
| 2009-2010 | Camila Silva      | Amanda Françozo      |                | [ 39 ] [ 40 ] |
| 2011      | Camila Silva      | Maria Rita           |                | [ 41 ] [ 42 ] |
| 2012-2016 | Camila Silva      |                      |                | [ 29 ]        |
| 2017-2019 | Camila Silva      |                      | Giuliana Silva |               |
| 2020      |                   | Verônica Bolani      | Giuliana Silva |               |
| 2022      | Verônica Bolani   | Carla Prata          | Giuliana Silva |               |
| 2023      | Verônica Bolani   | Elisangela Nicolelis | Giuliana Silva |               |
| 2024      | Madu Fraga        | Negra Li             | Giuliana Silva |               |
| 2025      | Madu Fraga        | Luciana Gimenez      | Giuliana Silva |               |

### Grandes personalidades
Estão entre os fundadores da Vai-Vai: Livinho, Frederico Penteado (Fredericão), Henricão, Tino, Lourival de Almeida(Loro), Lazinho, Lolo, João Penteado (Joãozinho), Lousa, Tonico, Biau, Zé Negrão, Fumaça, Zico, Isqueirinho, Argemiro, Zui, Ditinho Cristo(que foi o primeiro baliza do cordão), Guariba (sucessor de Ditinho Cristo na baliza), Genésio(sucessor de Guariba, marido da Dona Otede), Moacir Arrelia, Moacir Mãe d'Água, Leco, Dona Castorina, Dona Iracema, Maria Preta, Ana Penteado, Dona Florinda (mãe de  dona Sinhá), Dona Iría (esposa de seu Livinho e mãe da Dinha), Iara, Vó Anacleta (mãe de ditinho Cristo e Vó de Pato n'Água), Dona Maria, Lucíola, Pitica, Clarinda, Ondina, Nizete, Vitorina, Olga, Sinhá (que foi à primeira contra baliza do cordão), Dona Nina, Odila (a primeira dama de preto), Dirce, Antonieta Penteado - Nêta - (a primeira rainha do cordão), Dona Iracema, Diamantino (Seu Nenê), Paulo Geremias (Seu Portela), Frederico Penteado Jr.(Ico), Moleque, Acácio, Carneirinho, Seo Anselmo,  Sr José Antônio entre muitos outros.
Também é importante destacar outras personalidades importantes da história da escola, tais como: Bentinho da Cuíca,Tininha, Lucíola, Tica, Cida Pato, Cassimira, Regina Maura, Maria do Carmo, Arlindo Motorista, Djalma, Penteado, Julinho, Normando, Roberto Fardinha, Bolinha, Tigüera, Zé Roberto, Osvaldinho, Chimbó, Carmem, Fátima, Eliana, Sandrinha, Dona Paula, Mafalda, Niltes, Marrom, Nilton Baltazar, Walter  Preto, Volnei, Peba , Éda, Rosely, Chicletinho, Zuccaro, Nelsinho, Dema Grapeti, Demã, Roberto Cartola, Serjão, Nino, Nena, Peru, Cleuza Amarante, Pato Roco, Cidinha Tergal, Sueli, Thune, Guaraná, Armando, Paulo Valentim, Boi, Santão, Amiginho, Miltom, Chapéu, Téti, Chuá, Carlão, Sol, Pedro Carneiro, Silvinho (Bacalhau), Lobão, Cizo, Zé Antônio e Dona Penha.
Dona Olímpia foi responsável por mais de duas décadas pela corte do Cordão, onde Teléco e Claudete ostentaram o cargo de rei e rainha  por muito tempo, e tinham como princesas na corte, Cleuza, que mais tarde teria sua glória como porta bandeira e sua irmã Clélia, que nos anos 1950 saia à frente da bateria com trajes de bailarina dançando “balé” em ritmo de samba. Cleuzí vinha de baronesa e China, ou melhor, Chininha, como era carinhosamente chamada na época, era Duquesa e chegou no Vai-Vai nos anos 1960, compondo a corte do cordão juntamente com: Dita, Laura, Dilma, Dinha, Iolanda, Marilia, Mercedes, Cidinha, Ditinha e Odila que vinha na corte como dama de preto.
Carioca, além de enredista, também era grande compositor, sendo os sambas de 1966 a 1970 de sua autoria. Com a volta dos enredos em 1966, surge no cordão à figura da porta bandeira na pessoa de Clélia e o mestre sala Neno, passando o Vai-Vai a desfilar com pavilhão e estandarte, conduzido por Elisabete, isso até a transição do cordão para escola de samba.
A primeira ala show do Cordão Vai Vai foi criada em 1968, liderada por Clodoaldo (Tida), que tinha o nome de Ala Show Cuíca de Ouro, entre seus precursores tinha Bagulé (cidadão samba de 2005), Edney (antigo mestre sala), Selma e Edna, que em 1968 em no 2º Simpósio do Samba realizado no Município de Santos,no litoral paulista, ganhou o título de melhor passista no concurso "Sandália de Prata", vencendo grandes passistas de São Paulo e do Rio de Janeiro.
Em 1971, Edna viria a ser a rainha da bateria do cordão e depois da escola de samba. Bagulé, Tida e Edney, antes de montarem a ala show já eram passistas consagrados no mundo do samba, há muito já venham mostrando seus talentos como passistas à frente da Nossa Ala, que tinha como líder a sambista Cleusí.
Nessa época os figurinos ficavam por conta do saudoso "Madruga". No início dos anos 1970,surge no cordão a primeira ala de estudantes, faziam parte desta ala, dois jovens e futuros arquitetos Caio e Bia, que se juntaram ao Madruga, para desenharem os figurinos e as alegorias do cordão para o carnaval de 1971 o convite a Ângelo Careca, Alemão e Serginho(Pé), que tinham dado uma força para o Pé Rachado no carnaval de 1970 e também, estendeu o convite a Dona Paulina (mãe da Bia).
Faziam parte deste grupo nomes que viriam a se tornar sambistas de primeira, como: Bolinha, Penteado, Julinho, Zé Roberto, Walter Preto, Eliana, Normanda, Tiguera, Didi e Feijoada, e com esse grupo, estava instituída a primeira comissão de carnaval do Vai-Vai e do Carnaval Paulista que seria responsável também, pela transformação do Cordão em Escola de Samba.
Outros grandes nomes também fizeram parte deste grande Cordão, como: Armandinho(do Museu do Bixiga), Seu Neno(do Bar do Petisco), Seu Mário (da farmácia) Ziniqui, Esquerdinha (do Lusitana), Rui Policia, Vicente Cucce (grandes colaboradores do cordão).
Lucíola outra grande expoente do cordão, por ter uma voz  potente e aguda comandava o canto do Cordão nos ensaios até a início dos anos 1960, passando o cargo para Tininha,e atualmente quem exerce o cargo é Cleuzí Penteado,que também acumula o cargo de diretora da ala das crianças por mais de 30 anos . O Cordão Vai Vai, era pioneiro em tudo e uma das suas façanhas foi que em 1968 no bairro do Jaçanã na casa da Dona Paula (mãe do Normando) foi fundado o Vai Vai do Amanhã,a primeira ala infantil de São Paulo e desta ala saíram grandes sambistas, a exemplo da carnavalesca Vaníria Nejelschi .
Quando se fala em cordão não se deixa de falar em Genésio, “O Baliza”, apesar de sua estatura pequenina se tornava um gigante à frente do cordão e fazia grande malabarismo com a baliza,teve sua realeza até os primórdios dos anos 1970, hoje sua memória é guardada por todos e principalmente por sua família que tem à frente a grande matriarca e sambista Dona Odete,que por várias décadas fez parte da corte do nosso cordão, onde se destacava com seus belos trajes de baronesa.
"Que barulho, que barulho é aquele, que barulho é aquele que vem lá?": foi assim que Tino fez sua entrada no cordão na metade dos anos 1930 e depois junto com  Leco formaram uma parceria que rendeu grandes sambas e que se perpetuam até os dias de hoje. Uma outra grande arma do Cordão foi Baiano, músico profissional e morador do Bixiga, vinha à frente do cordão tocando seu clarim anunciando a chegada do Vai Vai: - “Saiam a Janela Venham Espiar O Vai Vai Passar”- e como num passe de mágica a rua ficava cheia para ver o cordão querido.
Outra grande dama foi Dona Ana Penteado que, desde da época do cordão, desfilou de baiana e mais tarde seria a baiana símbolo da escola de samba Vai–Vai.

## Símbolos
Os ramos de café foram escolhidos com o intuito de representar a cultura do café, que era uma das fontes de riqueza do país na época.
Já a Coroa simboliza a realeza e a magnitude da raça negra, naquela época era comum o negro se tratarem carinhosamente de “Oi Meu Rei, Oi Minha Rainha” (esta forma de tratamento se deriva dos tempos da escravidão), pois grande parte dos negros e negras que vieram para cá como escravos, eram Reis e Rainhas em suas terras, (assim uma justa homenagem à família negra paulistana e bixiguenta).
O símbolo foi idealizado por Fredericão, desenhado por Sardinha (sendo que a coroa foi tomada por base a coroa da corte portuguesa) e confeccionado por Dona Iracema. O estandarte passou a ser a representação máxima do cordão e logo trataram de arrumar uma pessoa para conduzi-lo e a primazia foi dada a Pitica, que passou a glória para Iara, que foi sucedida por Dona Iracema que antes sucedeu Antonieta como rainha do cordão.
O apelido saracura era dado por causa do rio Saracura que margeava a Bela Vista, tornado-se pejorativo; mas graças aos títulos conquistados, tal apelido tornou-se motivo de orgulho, lembrado até hoje.

## Títulos
| Títulos da Vai-Vai | Títulos da Vai-Vai | Títulos da Vai-Vai | Títulos da Vai-Vai                                                                        |
|                    | Divisão            | Total              | Ano                                                                                       |
| ------------------ | ------------------ | ------------------ | ----------------------------------------------------------------------------------------- |
|                    | Grupo Especial     | 15                 | 1978, 1981, 1982, 1986, 1987, 1988, 1993, 1996, 1998, 1999, 2000, 2001, 2008, 2011 e 2015 |
|                    | Acesso             | 2                  | 2020 e 2023                                                                               |
|                    | Cordão             | 9                  | 1934, 1940, 1941, 1942, 1943, 1944, 1947, 1967 e 1970                                     |

## Carnavais
| Ano  | Colocação | Divisão | Enredo | Carnavalesco | Ref.          |
| ---- | --- | --- | --- | --- | ------------- |
| 1930 | 5º lugar | Cordão | Salve São Paulo, tens o céu cor de anil. Possui a riqueza e a grandeza, és o coração do Brasil Compositor: Henrique Filipe da Costa "Henricão" | Carlos Júnior | [ 6 ]         |
| 1931 | 3º lugar | Cordão | Samba em exaltação ao cordão Vai-Vai | Comissão de Carnaval | [ 6 ]         |
| 1932 | Não desfilou | Não desfilou | Não desfilou | Não desfilou | Não desfilou  |
| 1933 | 4º lugar | Cordão | Samba em homenagem à Marinha Brasileira | Comissão de Carnaval | [ 6 ]         |
| 1934 | Campeã | Cordão | II Taça Arthur Friendenreich | Comissão de Carnaval |               |
| 1935 | 6º lugar | Cordão | Samba Exaltação | Comissão de Carnaval |               |
| 1936 | 4º lugar | Cordão | Samba Exaltação | Comissão de Carnaval |               |
| 1937 | 4º lugar | Cordão | Samba Exaltação | Comissão de Carnaval |               |
| 1938 | 5º lugar | Cordão | Samba Exaltação | Comissão de Carnaval |               |
| 1939 | 9º lugar | Cordão | Samba Exaltação | Comissão de Carnaval |               |
| 1940 | Campeã | Cordão | Samba Exaltação | Comissão de Carnaval |               |
| 1941 | Campeã | Cordão | Samba Exaltação | Comissão de Carnaval |               |
| 1942 | Campeã | Cordão | Samba Exaltação | Comissão de Carnaval |               |
| 1943 | Campeã | Cordão | Samba Exaltação | Comissão de Carnaval |               |
| 1944 | Campeã | Cordão | Samba Exaltação | Comissão de Carnaval |               |
| 1945 | Vice-Campeã | Cordão | Samba Exaltação | Comissão de Carnaval |               |
| 1946 | Vice-Campeã | Cordão | Samba Exaltação | Comissão de Carnaval |               |
| 1947 | Campeã | Cordão | Samba Exaltação | Comissão de Carnaval |               |
| 1948 | Vice-Campeã | Cordão | Samba Exaltação | Comissão de Carnaval |               |
| 1949 | Vice-Campeã | Cordão | Samba Exaltação | Comissão de Carnaval |               |
| 1950 | Vice-Campeã | Cordão | Samba Exaltação | Comissão de Carnaval |               |
| 1951 | 5º lugar | Cordão | Samba Exaltação | Comissão de Carnaval |               |
| 1952 | 4º lugar | Cordão | Samba Exaltação | Comissão de Carnaval |               |
| 1953 | 4º lugar | Cordão | Samba Exaltação | Comissão de Carnaval |               |
| 1954 | 3º lugar | Cordão | Samba Exaltação | Comissão de Carnaval |               |
| 1955 | 5º lugar | Cordão | Samba Exaltação | Comissão de Carnaval |               |
| 1956 | 5º lugar | Cordão | Samba Exaltação | Comissão de Carnaval |               |
| 1957 | Vice-Campeã | Cordão | Samba Exaltação | Comissão de Carnaval |               |
| 1958 | 3º lugar | Cordão | Samba Exaltação | Comissão de Carnaval |               |
| 1959 | 5º lugar | Cordão | Samba Exaltação | Comissão de Carnaval |               |
| 1960 | 4º lugar | Cordão | Samba Exaltação | Comissão de Carnaval |               |
| 1961 | 4º lugar | Cordão | Samba Exaltação | Comissão de Carnaval |               |
| 1962 | 3º lugar | Cordão | Samba Exaltação | Comissão de Carnaval |               |
| 1963 | 3º lugar | Cordão | Samba Exaltação | Comissão de Carnaval |               |
| 1964 | Vice-Campeã | Cordão | Samba Exaltação | Comissão de Carnaval |               |
| 1965 | Vice-Campeã | Cordão | Samba Exaltação | Comissão de Carnaval |               |
| 1966 | 3º lugar | Cordão | O segundo casamento de Dom Pedro I | Comissão de Carnaval |               |
| 1967 | Campeã | Cordão | O segundo casamento de Dom Pedro I | Comissão de Carnaval |               |
| 1968 | Vice-Campeã | Cordão | Exaltação à Família Real | Comissão de Carnaval |               |
| 1969 | Vice-Campeã | Cordão | Aleijadinho | Comissão de Carnaval |               |
| 1970 | Campeã | Cordão | Princesa Leopoldina | Comissão de Carnaval |               |
| 1971 | Vice-Campeã | Cordão | Independência ou Morte Compositores: Zé Di | Comissão de Carnaval |               |
| 1972 | Vice-Campeã | Grupo 1 | Passeando pelo Brasil o samba mostra o que é seu | Comissão de Carnaval |               |
| 1973 | 3º lugar | Grupo 1 | Lamartine Babo - Hino ao Carnaval Brasileiro | Comissão de Carnaval |               |
| 1974 | Vice-Campeã | Grupo 1 | Samba, Frevo e Maracatu Compositores: Dominguinhos do Estácio, Theo da Cuíca e Bulau | Comissão de Carnaval |               |
| 1975 | 5º lugar | Grupo 1 | O Guarani Compositores: Oswaldinho da Cuíca e Papete | Comissão de Carnaval |               |
| 1976 | Vice-Campeã | Grupo 1 | Solano Trindade, o Menino do Recife Compositores: Geraldo Filme | Comissão de Carnaval |               |
| 1977 | Vice-Campeã | Grupo 1 | Padre José Maurício Compositores: Odair Fala Macio | Comissão de Carnaval |               |
| 1978 | Campeã | Grupo 1 | Na Arca de Noel quem entrou não saiu mais Compositores: Oswaldinho da Cuíca | Comissão de Carnaval |               |
| 1979 | 4º lugar | Grupo 1 | Festa de um Povo em Sonho e Fantasia | Comissão de Carnaval |               |
| 1980 | 3º lugar | Grupo 1 | Orgulho da Saracura Compositores: Almir e Luverci | Comissão de Carnaval |               |
| 1981 | Campeã | Grupo 1 | Acredite se quiser Compositores: Arouche e Pinho | Comissão de Carnaval |               |
| 1982 | Campeã | Grupo 1 | Orun Aiyê - O Eterno Amanhecer Compositores: Oswaldinho da Cuíca e Serginho | Comissão de Carnaval | [ 43 ]        |
| 1983 | Vice-Campeã | Grupo 1 | Se a Moda pega... Compositores: Namur e Macalé do Cavaco | Comissão de Carnaval |               |
| 1984 | 4º lugar | Grupo 1 | Ao Sol da Onça Caetana ou Miragens do Sertão Compositores: Tadeu da Mazzei, Mario Sérgio, Jacó da Carolina, Penteado e Elisbão do Cavaco | Caio, Minoru e Tina |               |
| 1985 | Vice-Campeã | Grupo 1 | Água de Cheiro Compositores: Turquinho e Nadão | Caio, Minoru e Tina |               |
| 1986 | Campeã | Grupo 1 | Do jeito que a gente gosta Compositores: Walter Babu, Alemão e Chuveiro | Andrés Wilches |               |
| 1987 | Campeã | Grupo 1 | A Volta ao Mundo em 80 Minutos Compositores: Nadão, Ademir e Marino | Ciro Nascimento |               |
| 1988 | Campeã | Grupo 1 | Amado Jorge, a História de uma Raça Brasileira Compositores: Oswaldinho da Cuíca, Namur e Macalé do Cavaco | Ulysses Cruz |               |
| 1989 | 4º lugar | Grupo 1 | Escreveu não leu o Palco é meu Compositores: Oswaldinho da Cuíca, Namur, Macalé do Cavaco | Ulysses Cruz |               |
| 1990 | 4º lugar | Grupo 1 | 60 Anos no Reino das Bananas Compositores: Ademir, Neck's e Showxão | Fábio Brando e Luís Rossi |               |
| 1991 | 3º lugar | Grupo 1 | O Negro em Forma de Arte Compositores: Mariano, Showxão, Afonsinho e Sorriso | Rui Ricardo Oliveira |               |
| 1992 | Vice-Campeã | Grupo Especial | Por Mares nunca dantes navegados Compositores: Naio Denay | Fábio Brando e Luís Rossi |               |
| 1993 | Campeã | Grupo Especial | Nem tudo que reluz é Ouro Compositores: Zeca do Cavaco, Nayo Denay, Marquito e Afonsinho | Comissão de Carnaval (Fábio Brando, Luís Rossi e Renato Teobaldo) |               |
| 1994 | 8º lugar | Grupo Especial | Inã-Guê: pegando Fogo Compositores: Tadeu da Mazzei, Jacó da Carolina e André | Fábio Brando e Luís Rossi |               |
| 1995 | 4º lugar | Grupo Especial | Deu Poesia na Terra da Garoa Compositores: Wagner Santos, Edson Silva e Amauri | Fábio Brando e Luís Rossi |               |
| 1996 | Campeã | Grupo Especial | A Rainha, a Noite tudo transforma Compositores: Wagner Santos e Borrão | Frank Gal |               |
| 1997 | Vice-Campeã | Grupo Especial | Liberdade ainda que Vai-Vai Compositores: Vilma Correia e Washington da Mangueira | Chico Spinoza |               |
| 1998 | Campeã | Grupo Especial | Banzai! Vai-Vai Compositores:Zeca, Zé Carlinhos e Afonsinho | Chico Spinoza |               |
| 1999 | Campeã | Grupo Especial | Nostradamus Compositores:Zeca, Zé Carlinhos e Afonsinho | Chico Spinoza |               |
| 2000 | Campeã | Grupo Especial | Vai-Vai Brasil Compositores:Zeca, Zé Carlinhos e Naio Denay | Flavio Tavares |               |
| 2001 | Campeã | Grupo Especial | O Caminho da Luz, a Paz Universal Compositores:Zeca, Zé Carlinhos, Naio Denay e Ronaldinho FDQ | Ilvamar Magalhães |               |
| 2002 | 5º lugar | Grupo Especial | Guardado a sete chaves Compositores:Zeca, Zé Carlinhos, Naio Denay, Ronaldinho FDQ | Ilvamar Magalhães |               |
| 2003 | 5º lugar | Grupo Especial | Entre Marchas, Galopes e Cavalgadas Compositores:Danilo Alves, Régis, Vágner Almeida | Ilvamar Magalhães |               |
| 2004 | 11º lugar | Grupo Especial | Quer conhecer São Paulo? Vem pro Bixiga para ver... Compositores:Zeca do Cavaco, Zé Carlinhos e Naio Denay | Lane Santana |               |
| 2005 | 5º lugar | Grupo Especial | Eu também sou imortal Compositores: Danilo Alves, Marquito, Estevan, Vagner Almeida, Mineiro, Régis, Frá e Japole | Raul Diniz |               |
| 2006 | Vice-Campeã | Grupo Especial | São Vicente aqui começou o Brasil Compositores:Zé Carlinhos, Naio Denay, Benson, Wagner Almeida, Marcinho Z.S. e Loirinho do Cavaco | Raul Diniz |               |
| 2007 | 3º lugar | Grupo Especial | O 4º Reino, O Reino do Absurdo Compositores:Zé Carlinhos, Nayo Denai, Vagner Almeida e Danilo Alves | Chico Spinoza |               |
| 2008 | Campeã | Grupo Especial | Vai-Vai acorda Brasil, a saída é ter esperança Compositores:Zé Carlinhos, Naio Denay, Vagner Almeida, Dalino Alves | Chico Spinoza |               |
| 2009 | Vice-Campeã | Grupo Especial | Mens Sana et Corpore Sano - O Milênio da Superação Compositores:Zé Carlinhos, Naio Denay, Danilo Alves e Vagner Almeida. | Chico Spinoza |               |
| 2010 | 3º lugar | Grupo Especial | 80 Anos de Arte e Euforia, "É Bom no Samba, É Bom no Couro". Salve o Duplo Jubileu de Carvalho Compositores:Zeca do Cavaco, Afonsinho Bv, Fábio Henrique e Ronaldinho FDQ. | Comissão de Carnaval (Lourival Almeida, Janaína, Neguitão, Renato Maluf, Adailson Jr., Claudio Norberto, Buiú, Miguel Bionde, Fernando Penteado, Lane Santana e Marcos Januário) |               |
| 2011 | Campeã | Grupo Especial | A Música Venceu Compositores:Zeca do Cavaco, Ronaldinho FQ, Fábio Henrique e Afonsinho. | Alexandre Louzada |               |
| 2012 | 3º lugar | Grupo Especial | Mulheres que brilham - A Força Feminina no Progresso Social e Cultural do País Compositores: Afonsinho BV, Evaldo Sean Connory, Ronaldinho FDQ, Valter Camargo e Zeca do Cavaco. | Alexandre Louzada |               |
| 2013 | 7º lugar | Grupo Especial | Sangue da terra, videira da vida: Um brinde de amor em plena avenida - vinhos do Brasil! Compositores:Evaldo Rodrigues, Osvaldinho Da Cuíca, Ronaldinho FQ, Valter Camargo e Zeca do Cavaco | Cahê Rodrigues |               |
| 2014 | 9º lugar | Grupo Especial | Nas chamas da Vai-Vai, 50 anos de Paulínia Compositores:Vagner Almeida, Mineiro, Marcinho Zona Sul, Loirinho e Edinho Gomes. | Chico Spinoza | [ 29 ]        |
| 2015 | Campeã | Grupo Especial | Simplesmente Elis. A Fábula de uma Voz na Transversal do Tempo Compositores: Zeca do Cavaco, Zé Carlinhos e Ronaldinho FQD. | Comissão de Carnaval (Alexandre Louzada, Eduardo Caetano e André Marins) | [ 31 ]        |
| 2016 | 4º lugar | Grupo Especial | Je Suis Vai-Vai - Bem-vindos à França Compositores:Zeca do Cavaco, Zé Carlinhos, Ronaldinho FDQ e Dodo Monteiro | Renato Lage e Márcia Lage |               |
| 2017 | 3º lugar | Grupo Especial | No Xirê do Anhembi, a Oxum mais bonita surgiu... Menininha, mãe da Bahia - Ialorixá do Brasil Compositores: Edegar Cirillo, Marcelo Casa Nossa, André Ricardo, Dema, Leonardo Rocha e Rodolfo Minuetto                                                                                          | Comissão de Carnaval (Alexandre Louzada, André Marins e Júnior Schall) |               |
| 2018 | 10° lugar | Grupo Especial | Sambar com fé eu vou Compositores: Edegar Cirillo, Marcelo Casa Nossa, André Ricardo, Dema, Gui Cruz, Rodolfo Minuetto, Rodrigo Minuetto e Kz | Comissão de Carnaval (Alexandre Louzada, Júnior Schall, Chico Spinoza, Delmo de Moraes e Fernando Barata)                                                                        | [ 44 ] [ 45 ] |
| 2019 | 14º lugar | Grupo Especial | Vai-Vai: o quilombo do futuro Compositores: Edegar Cirillo, Marcelo Casa Nossa, André Ricardo, Dema, Gui Cruz, Rodolfo Minuetto, Rodrigo Minuetto e KZ. | Roberto Monteiros e Hernani Siqueira | [ 46 ] [ 47 ] |
| 2020 | Campeã | Grupo de Acesso | Vai-Vai de corpo & Álamo Compositores: Afonsinho, Ronaldinho, Koke, Damatta, Dani Almeida e KZ. | Chico Spinoza | [ 48 ]        |
| 2021 | Inicialmente adiados para o mês de julho, os desfiles do Carnaval 2021 foram cancelados devido a pandemia de Covid-19. | Inicialmente adiados para o mês de julho, os desfiles do Carnaval 2021 foram cancelados devido a pandemia de Covid-19. | Inicialmente adiados para o mês de julho, os desfiles do Carnaval 2021 foram cancelados devido a pandemia de Covid-19. | Inicialmente adiados para o mês de julho, os desfiles do Carnaval 2021 foram cancelados devido a pandemia de Covid-19.                                                           | [ 49 ]        |
| 2022 | 14º lugar | Grupo Especial | Sankofá Compositores: Xande de Pilares, Peu, Claudio Russo, Junior Gigante, Jairo Limozini e Bruno Giannelli | Chico Spinoza | [ 50 ] [ 51 ] |
| 2023 | Campeã | Grupo de Acesso | Eu Também Sou Imortal (Reedição do carnaval de 2005) Compositores: Danilo Alves, Marquito, Estevan, Vagner Almeida, Mineiro, Régis, Frá e Japole. | Comissão de Carnaval (Luiz Robles, Buiu, Paulo Rogério, Ezequiel, Luciana Radamés e Sidnei França)                                                                               | [ 52 ]        |
| 2024 | 8º lugar | Grupo Especial | Capítulo 4, Versículo 3 – Da Rua e do Povo, o Hip Hop: Um Manifesto Paulistano Compositores: Danni Almeida, Vagner Almeida, Marcinho Z.Sul, Clayton Dias, Luciano Bicudo, Claiton Asca, Rodrigo Atração, Edson Liz, Anderson Bueno, Bira Moreno, Mario Lucio, Leandro Martins e Reinaldo Papum. | Sidnei França | [ 17 ] [ 53 ] |
| 2025 | 9º lugar | Grupo Especial | O Xamã Devorado y A Deglutição Bacante de Quem Ousou Sonhar Desordem Compositores: Naio Denay e Francis Gabriel. | Sidnei França | [ 54 ]        |
| 2026 | | Grupo Especial | Em cartaz: A saga vencedora de um povo heróico no apogeu da vedete da Paulicéia | Comissão de Carnaval (Marcus Tibechrani, Tati Gregório, Renato Anveres e Gleuson Pinheiro)                                                                                       | [ 55 ]        |